# Gemmano
Gemmano (romanyol nyelven Gimèn vagy Zmèn) település Olaszországban, Emilia-Romagna régióban, Rimini megyében. Lakosainak száma 1135 fő (2023. január 1.). Gemmano Sassocorvaro Auditore, Montefiore Conca, Montescudo-Monte Colombo, Sassofeltrio, San Clemente és Mercatino Conca községekkel határos.

## Népesség
A település lakossága az elmúlt években az alábbi módon változott:
| Lakosok száma | 1150 | 1138 | 1135 |
|               | 2017 | 2018 | 2023 |